# Exmor

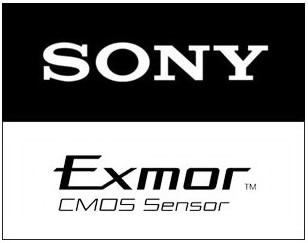
Sony Exmor

Exmor è una tecnologia di Sony che implementa in alcuni dei sensori CMOS per fotocamere e telecamere.
Questa tecnologia implementa direttamente sul chip (in inglese "on-chip") la conversione analogico-digitale e due passaggi per la riduzione del rumore in parallelo su ogni colonna del sensore CMOS.
Nelle fotocamere Sony più recenti sono presenti questo tipo di sensori, come nella Sony Alpha 900, Sony α 550  e anche in alcune macchine compatte.
Ad ottobre 2010 Sony ha annunciato di aver sviluppato un nuovo sensore per telefoni cellulari dotato della medesima tecnologia.
Ad inizio 2013 Sony ha confermato l'uscita del nuovo prodotto top di gamma Xperia Z, e con questo, l'integrazione anche nel mercato asiatico, di un sensore di nuova generazione: l'Exmor RS. Lo stesso sensore è anche adoperato dagli Xperia TX e SP, e dal Find 5 della casa cinese Oppo.